# Claude Storez

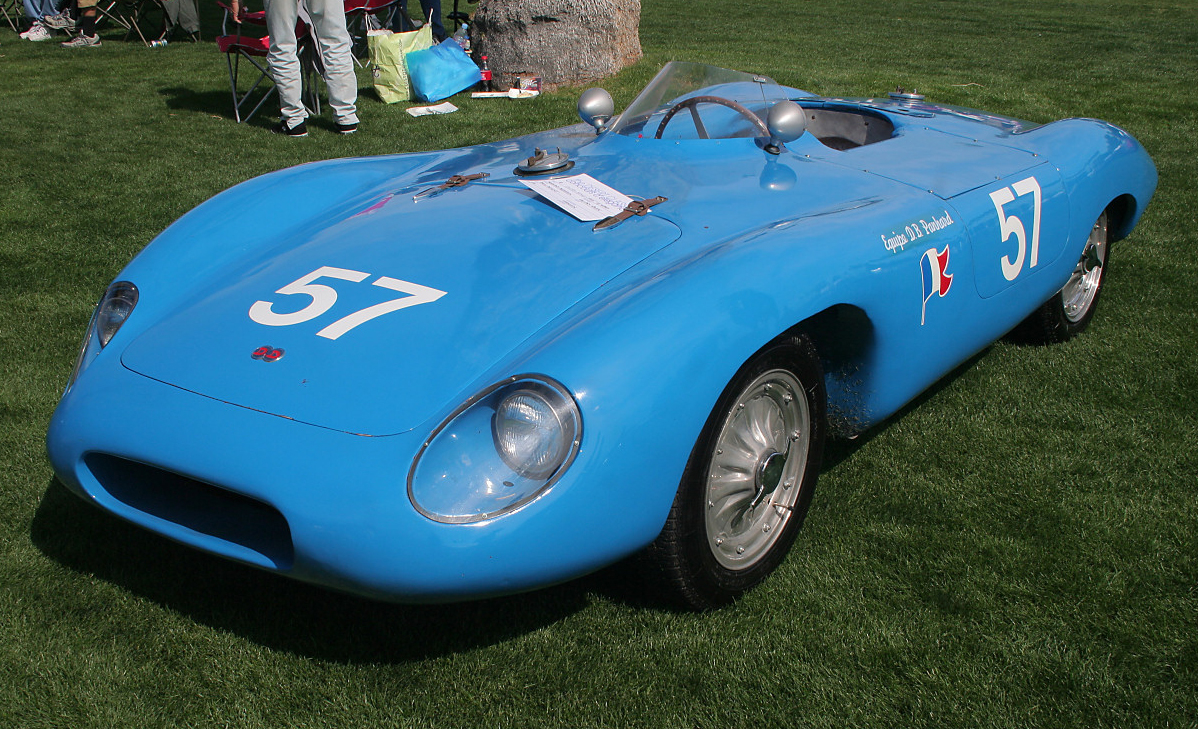
DB HBR von 1955; René Bonnet und Claude Storez fielen mit diesem Wagen beim 24-Stunden-Rennen von Le Mans nach einem Zündungsschaden in der neunten Rennstunde aus

Claude Tonin Horace Storez (* 7. November 1927 in Paris; † 7. Februar 1959 in Reims) war ein französischer Autorennfahrer.

## Karriere
Der vielseitige Claude Storez war in den 1950er-Jahren sowohl als Rallye- als auch als Rundstreckenrennfahrer aktiv. 1957 gewann er auf einem Porsche die französische Rallye-Meisterschaft und 1958 wurde er Gesamtsieger der französischen Formel-2-Meisterschaft.
Seine Karriere begann er 1951; erste Erfolgte stellten sich zwei Jahre später ein, als er beim 24-Stunden-Rennen von Spa-Francorchamps Vierter wurde und bei der Tour de France für Automobile dieses Jahres Fünfter. Diese beiden Rennen bestritt er als Werksfahrer von Deutsch & Bonnet, sein Teamkollege in beiden Fällen war sein Landsmann Marc Gignoux. Bei der Tour de France konnte er zwei weitere Spitzenplatzierungen erreichen. 1954 wurde er gemeinsam mit Herbert Linge Zweiter auf einem Porsche 550 und 1957 mit Robert Buchet Sechster in einem Porsche 356 Carrera. 1956 gewann er als Teampartner von Richard von Frankenberg die Klasse für Sportwagen bis 1,5-Liter-Hubraum beim 12-Stunden-Rennen von Reims. Fünfmal war er beim 24-Stunden-Rennen von Le Mans am Start, fiel wegen unterschiedlicher Gründe aber bei allen fünf Starts aus.
Claude Storez verunglückte im Februar 1959 bei der Rallye des Routes du Nord tödlich. Bei einer Sonderprüfung, die auf der Rennstrecke von Reims ausgefahren wurde, hatte er einen schweren Unfall und verstarb wenig später in einem Krankenhaus.

## Statistik

### Le-Mans-Ergebnisse
| Jahr | Team                | Fahrzeug             | Teamkollege             | Teamkollege | Platzierung | Ausfallgrund    |
| ---- | ------------------- | -------------------- | ----------------------- | ----------- | ----------- | --------------- |
| 1954 | Ecurie Jeudy-Bonnet | DB HBR               | Jean-Claude Vidilles    | Jean Lucas  | Ausfall     | Getriebeschaden |
| 1955 | Ecurie Jeudy-Bonnet | DB HBR               | René Bonnet             |             | Ausfall     | Zündungsschaden |
| 1956 | Gonzague Olivier    | Porsche 550/4 Spyder | Helmut Polensky         |             | Ausfall     | Zündverteiler   |
| 1957 | Porsche KG          | Porsche 550A RS      | Ed Crawford             |             | Ausfall     | kein Benzin     |
| 1958 | Porsche KG          | Porsche 718 RSK      | Richard von Frankenberg |             | Ausfall     | Unfall          |

### Einzelergebnisse in der Sportwagen-Weltmeisterschaft
| Saison | Team             | Rennwagen       | 1   | 2   | 3   | 4   | 5   | 6   | 7   |
| ------ | ---------------- | --------------- | --- | --- | --- | --- | --- | --- | --- |
| 1953   | Deutsch & Bonnet | DB HBR          | SEB | MIM | LEM | SPA | NÜR | RTT | CAP |
| 1953   | Deutsch & Bonnet | DB HBR          | 5   |     |     |     |     |     |     |
| 1954   | Deutsch & Bonnet | DB HBR          | BUA | SEB | MIM | LEM | RTT | CAP |     |
| 1954   | Deutsch & Bonnet | DB HBR          |     |     | 65  | DNF |     |     |     |
| 1955   | Deutsch & Bonnet | DB HBR          | BUA | SEB | MIM | LEM | RTT | TAR |     |
| 1955   | Deutsch & Bonnet | DB HBR          |     |     | 35  | DNF | 19  |     |     |
| 1957   | Porsche          | Porsche 550     | BUA | SEB | MIM | NÜR | LEM | KRI | CAR |
| 1957   | Porsche          | Porsche 550     |     | DNF |     |     |     |     |     |
| 1958   | Porsche          | Porsche 718 RSK | BUA | SEB | TAR | NÜR | LEM | RTT |     |
| 1958   | Porsche          | Porsche 718 RSK |     | DNF |     |     |     |     |     |